# Parque Nacional do Pico da Neblina
Parque Nacional do Pico da Neblina é uma unidade de conservação brasileira de proteção integral da natureza localizada no norte do estado do Amazonas, próximo à fronteira com a Venezuela. Desta maneira, o Parque nacional do Pico da Neblina integra, junto aos parques nacionais da Serra do Divisor, do Cabo Orange, Montanhas do Tumucumaque e do Monte Roraima, o conjunto de Parques Nacionais fronteiriços da Amazônia brasileira. Seu território está distribuído pelos municípios de Santa Isabel do Rio Negro e São Gabriel da Cachoeira.
O parque abriga os picos da Neblina e 31 de Março, que, respectivamente com 2 993,78 e 2 972 m de altitude, são as duas montanhas mais altas do Brasil. Com uma área de 2 252 414,68 ha, equivalente a 22 524,15 km², o parque possui um perímetro de 1 040,60 km. Sua administração cabe atualmente ao Instituto Chico Mendes de Conservação da Biodiversidade (ICMBio). O parque foi criado em 1979, tendo como objetivo preservar a riqueza natural intocada da região, além de proteger uma amostra representativa do ecossistema amazônico.

## Localização
O Parque Nacional do Pico da Neblina é dividido entre os municípios de São Gabriel da Cachoeira (29,21%) e Santa Isabel do Rio Negro (70,79%) no estado do Amazonas. Tem uma área de 2.252.616,84 hectares. O parque pode ser acessado de barco pelos rios Igarapé Itamirim ou Cauaburi e Sá. Também pode ser alcançado por um pequeno avião a partir de Manaus.
O parque fica ao lado do Parque Nacional Serranía de la Neblina, na Venezuela, ao norte. Ao sul, é delimitada pelo rio Negro. O parque e a Terra Indígena Balaio rodeiam a Reserva Biológica Morro dos Seis Lagos, com 36.900 hectares, criada em 1990. O parque seria incluído no proposto Corredor Ecológico do Norte da Amazônia.

## História
O Parque Nacional Pico da Neblina foi criado no Dia Mundial do Meio Ambiente, em 5 de junho de 1979, pelo presidente João Figueiredo. O parque foi criado pelo decreto 83.550 com uma área estimada de 2.200.000 hectares para proteger a fauna, a flora e a beleza natural. É classificado como categoria II da área protegida da IUCN (parque nacional). Por recomendação do Ministério Público Federal, o parque foi fechado ao público a partir de 2003 devido ao turismo descontrolado que estava causando impactos sociais sobre a população residente e problemas ambientais. O parque é administrado pelo Instituto Chico Mendes de Conservação da Biodiversidade (ICMBio).
O conselho consultivo foi criado por portaria 75 de 25 de junho de 2012. Uma decisão de um tribunal federal publicada em 20 de julho de 2012 discutiu um projeto para construir uma estrada local do km 112 da BR-307 até o 5º pelotão especial da força de fronteira do Exército Brasileiro baseado em uma área perto da aldeia Ariabu dos índios yanomami, na região de Matucará de São Gabriel da Cachoeira. O tribunal concluiu que a constituição não permitia tal projeto sem estudo prévio do impacto ambiental e aprovação pelo Ministério Público Federal, Instituto Brasileiro do Meio Ambiente e dos Recursos Naturais Renováveis (IBAMA) e Fundação Nacional do Índio (FUNAI). Em abril de 2015 não havia plano de manejo.

## Geografia
O parque fica na província geológica da Amazônia Ocidental e fica no limite noroeste do Escudo das Guianas. Formações rochosas cristalinas do planalto das Guianas predominam, mas também há rochas sedimentares do grupo de Roraima. O terreno abrange partes do planalto sedimentar de Roraima, o planalto Amazonas-Orinoco e o pediplano Rio Branco-Rio Negro.
O planalto de Roraima tem altitudes de 1.200 a 3.014 metros. O parque contém os dois picos mais altos do Brasil, os 3.014 metros do Pico da Neblina e os 2.992 metros do Pico 31 de Março. Os yanomami chamam os picos "Yaripo" e "Masiripiwei", respectivamente.

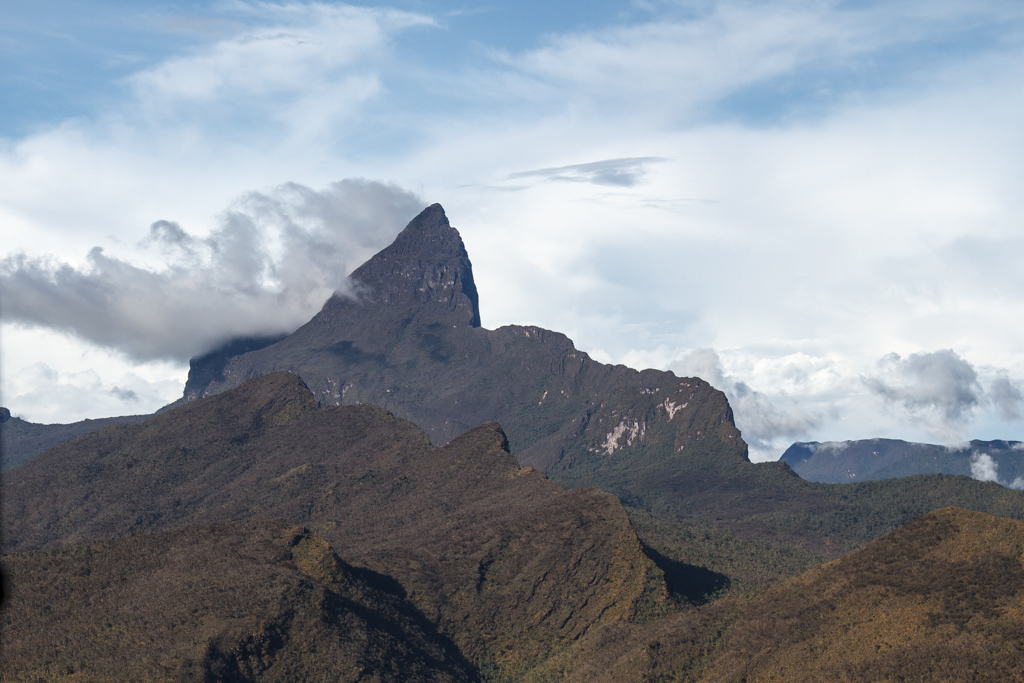
Pico da Neblina

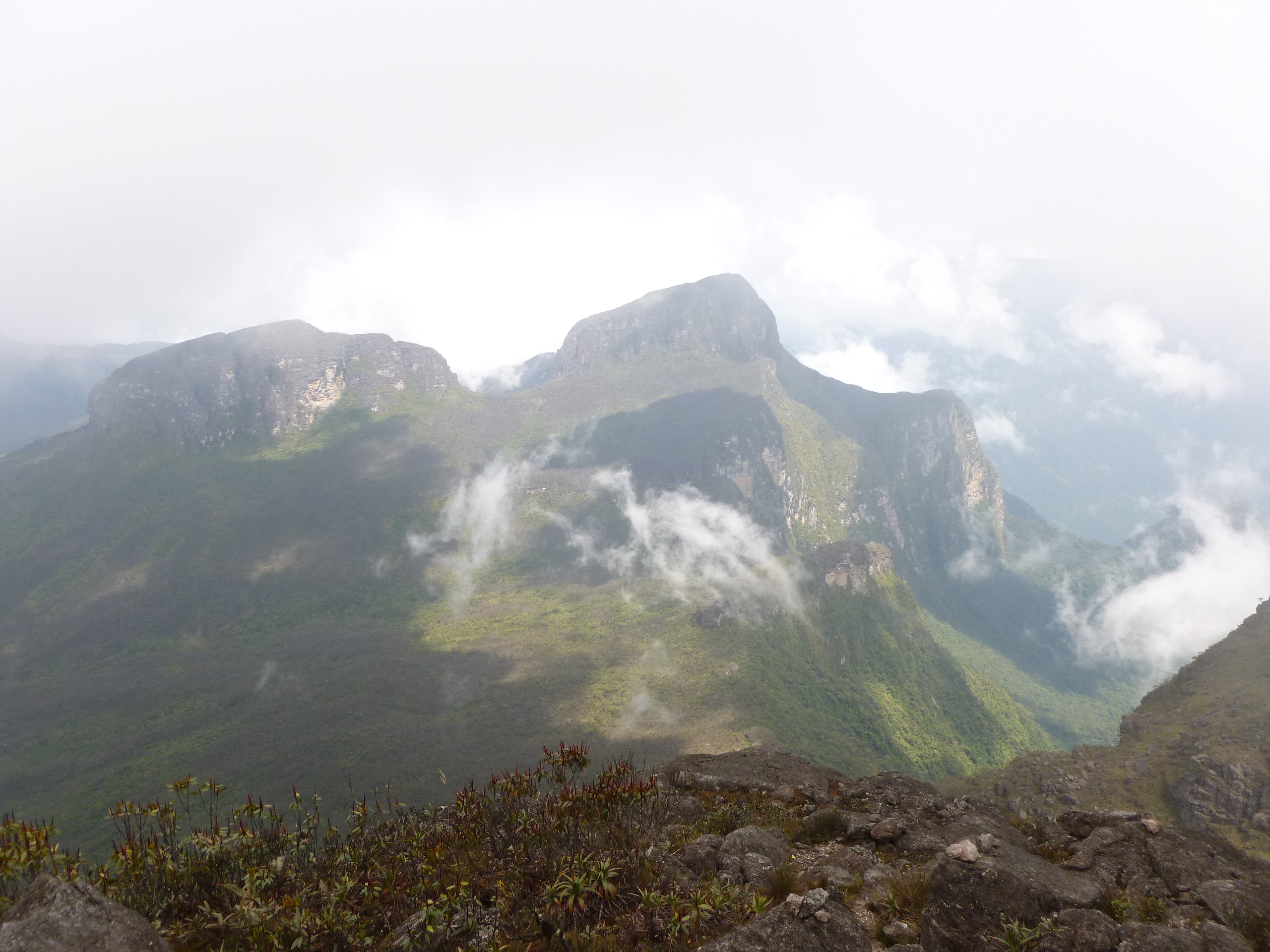
Pico 31 de Março

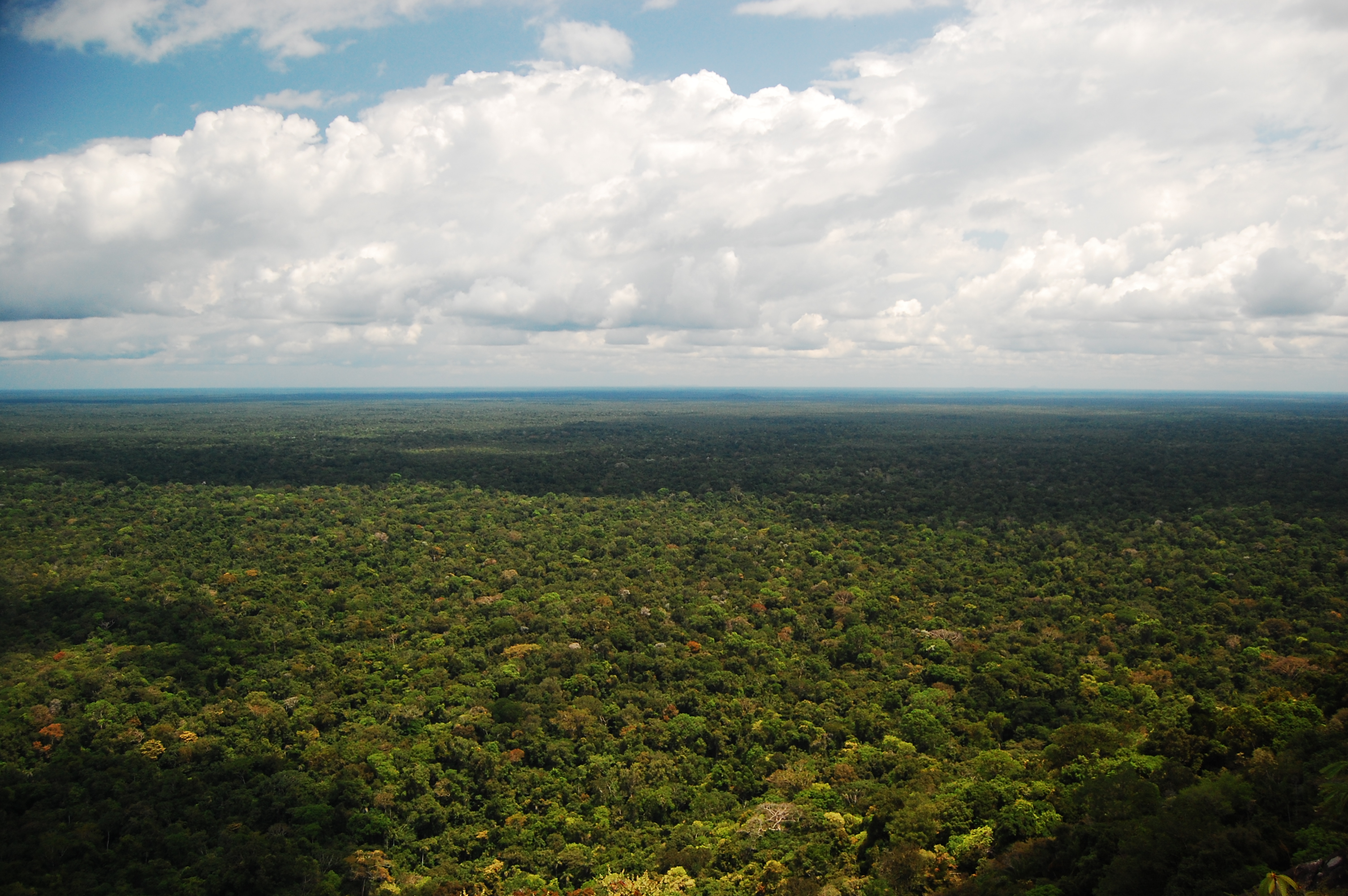
Vista a partir do Pico da Neblina.

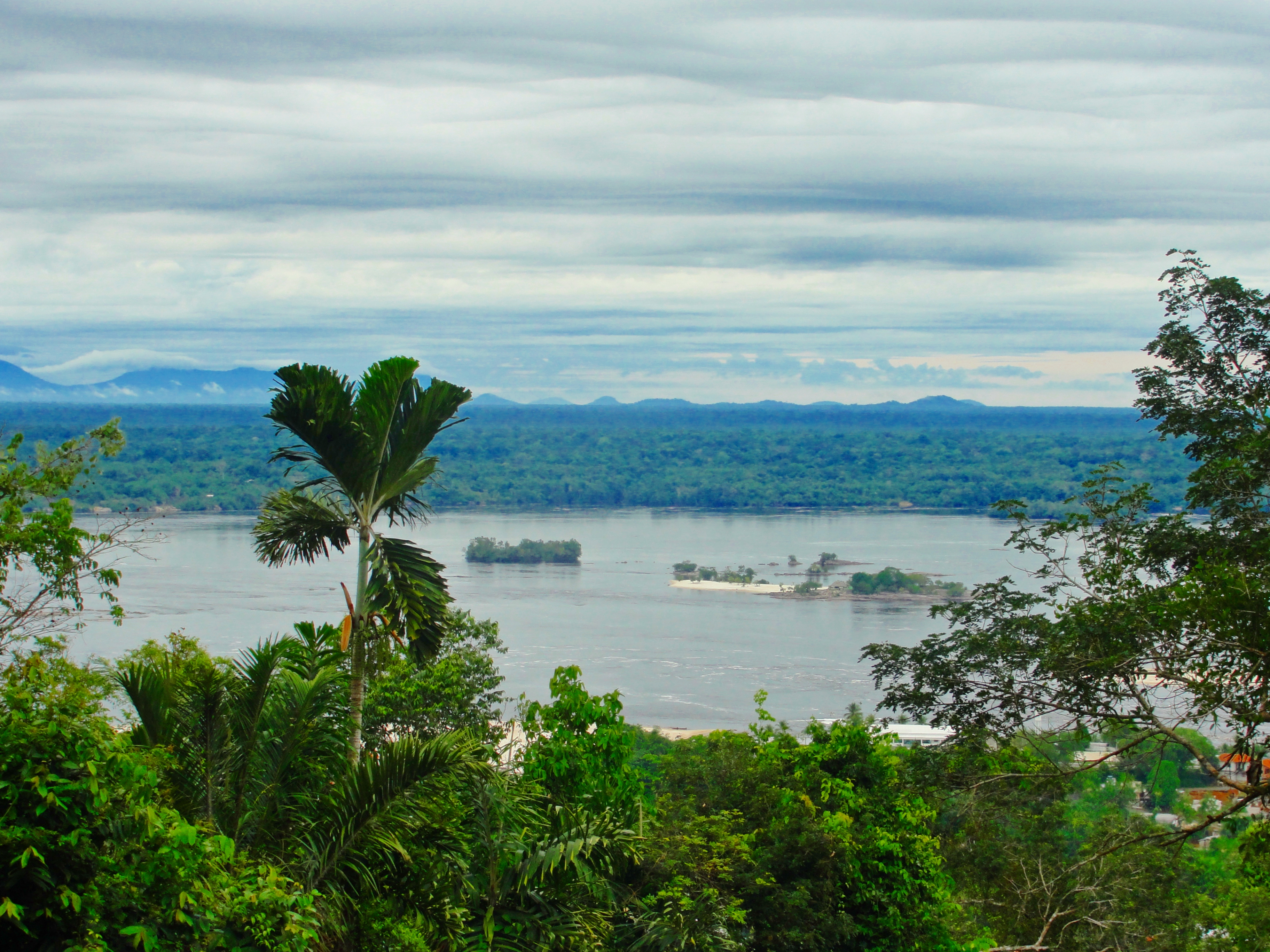
Região do parque.

O planalto Amazonas-Orinoco é uma extensa área montanhosa com altitudes de 600 a 2.000 metros e inclui as serras do Padre, Marié Mirim e Imeri. O pediplano Rio Branco-Rio Negro é uma planície extensa com altitudes de 80 a 160 metros, baseada em rochas pré-cambrianas do complexo guianês. O parque é drenado pelos afluentes do rio Negro, incluindo os rios Demiti, Cauburis e Maraiuá.

### Meio ambiente
A precipitação média anual é de 3.500 a 4.000 milímetros, sem estações úmidas ou secas pronunciadas. A temperatura média é de 26°C e varia de 9 a 40°C. Nos pontos mais altos, as temperaturas podem cair para 0°C.
O parque fica na ecorregião das florestas úmidas das Terras Altas das Guianas. Possui uma grande variedade de formações vegetais com diferentes plantas endêmicas e raras. Os primeiros botânicos que visitaram o parque consideram que é um dos lugares com maior biodiversidade e endemismo do planeta, mas faltam estudos detalhados para confirmar isso. Os tipos de vegetação incluem campinarana (3%), floresta densa (35%) e contato entre campinarana e floresta tropical (62%). A formação da vegetação inclui florestas de terra firme, igapós e pequenas áreas de campinarana. As florestas submontanas escalam os primeiros degraus do planalto das Guianas a cerca de 1.000 metros, seguidas por florestas montanhosas. Líquenes e bromélias são encontrados até 2.000 metros. Há também prados alpinos nos planaltos tabulares.
Árvores comuns nas densas áreas de floresta incluem Caraioa taquari, Clusia cf. Columaris e Mauritia flexuosa. As formações mais densas também incluem Micropholis guianensis, Licania membranacea, Swartzia viridifolia, Pouteria engleri, Qualea albiflora e Astrocaryum mumbaca. As árvores comuns na floresta aberta incluem Humiria balsamifera, Eperua purpurea e Hevea rigidifolia. Outras árvores nas formações mais abertas são E Orbygnia cf. Racemosa, Puteria guianensis e Carvocar glabrum. As áreas de campinarana contêm caranã (Mauritia carana), tamaquaré (Caraipa grandiflora) e pau-amarelo (Lissocarpa benthami). A flora endêmica inclui Schefflera plurispicata, Hortia neblinensis, Casearia neblinae, Gustavia acuminata e Heliamphora neblinae.
O parque abriga uma rica variedade de fauna, incluindo várias espécies ameaçadas de extinção. O primata uacari-preto (Cacajao melanocephalus) ainda é abundante na área, embora seu habitat tenha sido reduzido em outros lugares, assim como o galo-da-rocha (Rupicola rupicola), um pequeno pássaro laranja que habita áreas florestais. Outras espécies incluem o cachorro-vinagre (Speothos venaticus), onça-pintada (Panthera onca), gavião-preto (Spizaetus tyrannus) e gavião-de-penacho (Spizaetus ornatus), anta-brasileira (Tapirus terrestris), espécies de macacos Callicebinae, tucano-toco (Ramphastos toco), mutumporanga (Crax alector) e jacamim-de-costas-cinzentas (Psophia crepitans). O macaco-aranha (Ateles belzebuth), em perigo de extinção, também é encontrado no parque. O parque também abriga o primata Cacajao hosomi.

## Demografia
Grande parte do parque também faz parte de um território indígena. O norte e leste do parque cobrem parte da Terra Indígena Yanomami, que inclui cerca de 50% do parque. O parque se sobrepõe ao Território Indígena Médio Rio Negro II no sul. O oeste do parque contém 93,73% dos 257.000 hectares da Terra Indígena Balaio, aprovados em 2009. O noroeste se sobrepõe à Terra Indígena Cué-cué/Marabitanas. Existem 46 comunidades nos territórios indígenas, incluindo membros dos grupos étnicos yanomami, tucanos, tuiúcas, desanos, baníuas, coripacos, carapanã, barés, tarianas, piratapuias, yepamasãs, cubeos e warekenas.
A sobreposição causa problemas devido às demandas conflitantes da gestão do parque e da soberania indígena. Como o parque está em uma área de fronteira, há uma presença militar que também causa problemas. O parque sofre com conflitos associados à presença de garimpeiros e extratores de lianas, que depois causam danos irreversíveis. Em algumas áreas, os garimpeiros causam contaminação por mercúrio. Há também mineração ilegal, extração de madeira e extração de produtos florestais.
O Instituto Chico Mendes de Conservação da Biodiversidade (ICMBio), a Fundação Nacional do Índio (FUNAI) e a Associação Yanomami do Rio Cauaburi e Afluentes (AYRCA) trabalham juntas para reabrir o parque e organizar atividades turísticas, especialmente visitas a o Pico da Neblina. Os pesquisadores devem obter permissão do Sistema de Informação e Autorização da Biodiversidade do ICMBio. Se a área de pesquisa incluir terras indígenas, eles também devem obter aprovação da FUNAI.